# Лудвиг фон Ерлихсхаузен
Лудвиг фон Ерлихсхаузен (на немски: Ludwig von Erlichshausen) е тридесет и първият Велик магистър на рицарите от Тевтонския орден. Неговото управление е белязано от продължаващия упадък на теократичната тевтонска държава и преминава в противопоставяне на отцепничеството на Пруския съюз.